# Amsterdamvalfågel
Amsterdamvalfågel (Pachyptila macgillivrayi) är en fågelart i familjen liror inom ordningen stormfåglar.

## Utseende
Valfåglar är små, blågrå petreller med svartbandad stjärt och ett mörkt band diagonalt över ovansidan på vingen. Arterna i släktet är synnerligen lika varandra och ofta omöjliga att skilja åt i fält. Amsterdamvalfågel är i det närmaste identisk med både brednäbbad valfågel (P. vittata) och antarktisvalfågel (P. desolata). Den skiljer sig från den förra genom något mindre näbb med blåare övre näbbhalva, mindre tydligt band på bröstet och mindre brant panna. Jämfört med antarktisvalfågeln har den istället något större näbb och kortare stjärt. Crozetvalfågeln (P. salvini, som amsterdamfågeln fram tills nyligen behandlades som underart till, se nedan) har bredare näbb och i genomsnitt något längre vingar.

## Utbredning och systematik
Fågeln förekommer enbart på öarna Amsterdam och Saint-Paul i Indiska oceanen. Den betraktas tidigare som underart till crozetvalfågel (Pachyptila salvini) men urskiljs sedan 2022 oftast som egen art.

## Status
Amsterdamvalfågeln tros minska mycket kraftigt i antal till följd av predation på deras ägg från införda möss. Den kategoriseras av IUCN som akut hotad.

## Namn
Fågelns vetenskapliga artnamn hedrar William David Kerr MacGillivray (1867-1933), australisk läkare, naturforskare och oolog.